# 藤村操
藤村 操（ふじむら みさお、1886年（明治19年）7月20日 - 1903年（明治36年）5月22日）は、北海道出身の旧制一高の学生。華厳滝で投身自殺した。自殺現場に残した遺書「巌頭之感（）」によって当時の学生・マスコミ・知識人に波紋を広げた。

## 出自と家庭
祖父の藤村政徳は盛岡藩士であった。父の胖（ゆたか、政徳の長子）は明治維新後、北海道に渡り、事業家として成功する。
操は、1886年（明治19年）に北海道で胖の長男として生まれ、12歳の札幌中学入学直後まで北海道札幌で過ごした。単身、東京へ移り、開成中学から一年飛び級での京北中学に編入。この間の1899年（明治32年）に父・胖が死亡し、母や弟妹も東京に移り、同居するようになる。1902年（明治35年）、第一高等学校に入学した。
父の藤村胖（1843-1899年）は、屯田銀行頭取を務めた。叔父（胖の弟）の那珂通世は、歴史学者である。弟の藤村朗は、後に建築家となり、三菱地所社長となる。妹の恭子は後に安倍能成（夏目漱石門下の哲学者。学習院院長や文部大臣を歴任）と結婚した。

## 華厳滝での自殺

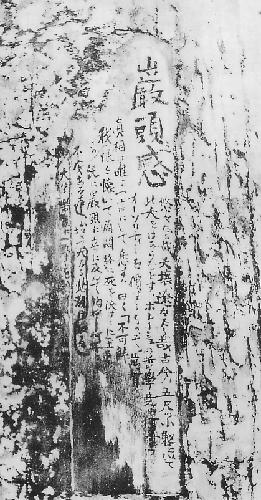
木に彫られた巌頭之感

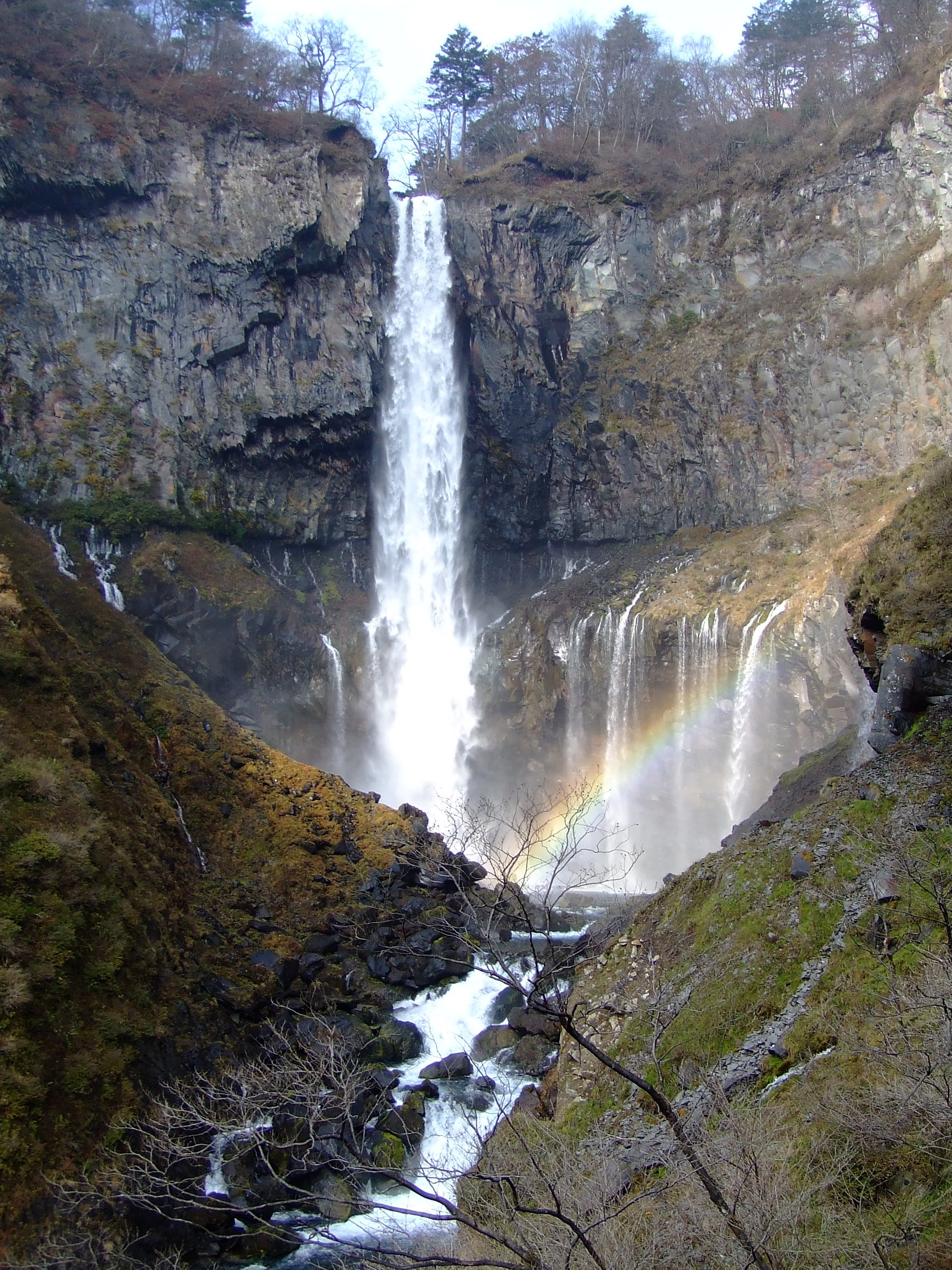
最期の地（華厳滝）

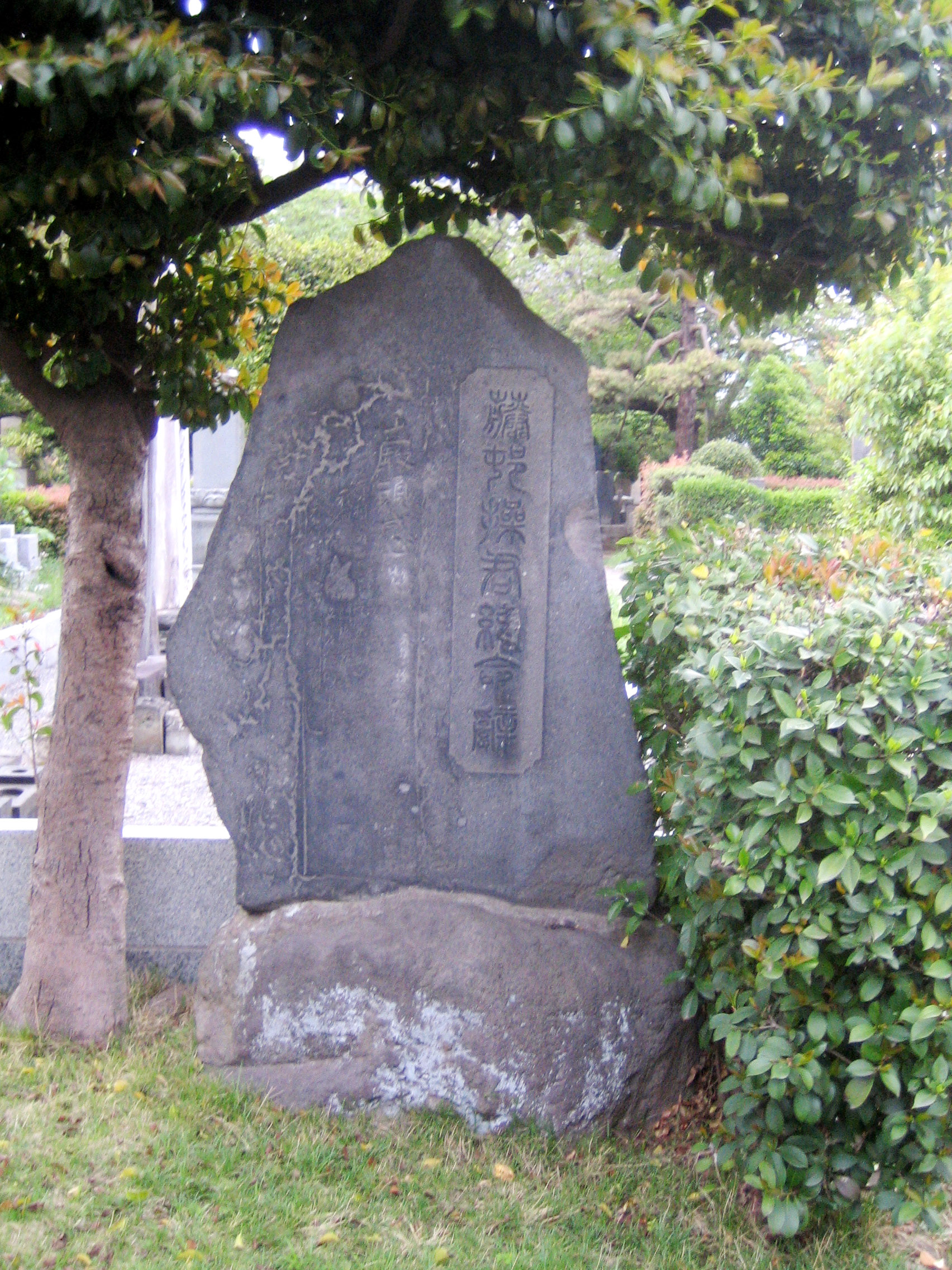
「藤村操君絶命辞」の碑。青山霊園。

1903年（明治36年）5月21日、制服制帽のまま失踪。この日は栃木県上都賀郡日光町（現・日光市）の旅館に宿泊。翌22日、華厳滝において、傍らの木に「巌頭之感（）」を書き残して投身自殺した。同日、旅館で書いた手紙が東京の藤村家に届き、翌日の始発列車で叔父の那珂通世らが日光に向かい、捜索したところ遺書（巌頭之感）や遺品を見つけた。一高生の自殺は遺書の内容とともに5月27日付の各紙で報道され、大きな反響を呼んだ。遺体は約40日後の7月3日に発見された。
厭世観によるエリート学生の死は「立身出世」を美徳としてきた当時の社会に大きな影響を与え、後を追う者が続出した。警戒中の警察官に保護され未遂に終わった者が多かったものの、藤村の死後4年間で同所で自殺を図った者は185名に上った（内既遂が40名）。操の死によって華厳滝は自殺の名所として知られるようになった。
墓所は東京都港区の青山霊園。
藤村がミズナラの木に記した遺書は、まもなく警察により削り取られたという（後に木も伐採）が、それを撮影した写真がある。

### 遺書「巌頭之感」
藤村が遺書として残した「巌頭之感」の全文は以下の通り。
ホレーショとはシェイクスピア『ハムレット』の登場人物を指すとみられる（後述）。
「終に死を決するに至る」の箇所を「終に死を決す」としている例が当時の報道から既にみられるが、写真のとおり誤りである。

### 自殺の原因
自殺直後から藤村の自殺については様々に論じられ、そのほとんどは、藤村の自殺を国家にとっての損失という視点から扱ったものだった。
自殺の原因としては、遺書「巌頭之感」にあるように哲学的な悩みによるものとする説、自殺前に藤村が失恋していたことによるものとする説に大別される。
藤村の恋愛の相手として4人の女性の名が挙がった。菊池大麓の娘である松子とその姉の多美（民）、馬島あい子とその姉の千代であるが、死後80年以上経って、藤村が自殺の直前に手紙とともに渡した本という物的証拠が出てきたため、恋の相手は馬島千代ということで落着している。朝日新聞（1986年7月1日）によれば、千代は藤村の母に茶道の指導を受けていて面識があったといい、5月22日の自殺直前、藤村は突然、馬島家を訪ね、千代に手紙と高山樗牛の『滝口入道』を手渡した。手紙には「傍線を惹いた箇所をよく読んで下さい」と書いてあり、本には藤村の書き込みがあった。千代に縁談があったので、藤村が千代を訪ねたことは秘密とされた。手紙と本も焼却されたと考えられていたが、千代は鉱山学者で三井鉱山神岡鉱業所長の崎川茂太郎と結婚し1982年に97歳で亡くなった後、子息の崎川範行（東京工業大学名誉教授）が遺品の中から『滝口入道』と手紙を見つけ、日本近代文学館に寄贈することになった。
この「失恋説」については、友人の南木性海は藤村の11通の手紙を公表し、否定している。南木に限らず、藤村をよく知る友人らはみな一様にこの「失恋説」を否定している。

### ホレーショの哲学
遺書にある「ホレーショの哲学」のホレーショは、シェイクスピア『ハムレット』の登場人物とみられる。藤村は『ハムレット』を原文で読んでいた。同作中でホレーショが哲学を語るわけではないが、ホレーショにハムレットが次のように語るシーンがある（第1幕、第5場、166-167行）：There are more things in heaven and earth, Horatio, Than are dreamt of in your philosophy.（坪内逍遙訳：「此天地の間にはな、所謂哲学の思も及ばぬ大事があるわい」。）。遺書5行目の「不可解」に通じる不可知論的内容を含むセリフである。"your philosophy"の"your"を二人称と解釈し、「ホレーショの哲学」という一節になったのであろう。しかし、この"your"は、話し手本人も含まれる「一般人称」（general person）で、「世にいわゆる」の意味である（先に引用した逍遙訳もそのように訳している）。遺書のこの箇所を捉えて藤村による「誤訳」をあげつらう向きもあるが、これより以前に徳富蘆花や黒岩涙香も同様（yourを二人称）に訳しているし、それらの訳を藤村が参照した可能性もある。なお、西洋古典学者の逸身喜一郎は、「ホレーショ」はローマ詩人ホラティウス（英文表記：Horace）ではないかと指摘している。当時のエリート青年たちに流行していた悲観主義的厭世観はショーペンハウアーを受容し、この遺書に漂う人生への懐疑と煩悶は、時代の雰囲気をありありと反映したものであった。

### 自殺の波紋
彼の死は、一高で彼のクラスの英語を担当していた夏目漱石や学生たちに大きな影響を与えた。在学中の岩波茂雄はこの事件が人生の転機になった。漱石は自殺直前の授業中、藤村に「君の英文学の考え方は間違っている」と叱っていた。この事件は漱石が後年、神経衰弱となった一因ともいわれる。
当時のメディアでも、『萬朝報』の主催者であった黒岩涙香が「藤村操の死に就て」と題した講演筆記や叔父那珂道世の痛哭文を載せた後、新聞・雑誌が「煩悶青年」の自殺として多くこの事件を取り挙げた結果、姉崎正治ら当時の知識人の間でも藤村の死に対する評価を巡って議論が交わされるなど、「煩悶青年」とその自殺は社会問題となった。

#### 言及の例
- 夏目漱石『吾輩は猫である』十より

打ちゃって置くと巌頭の吟でも書いて華厳滝から飛び込むかも知れない。
- 夏目漱石『草枕』より

余の視るところにては、かの青年は美の一字のために、捨つべからざる命を捨てたるものと思う。
「趣味の何物たるをも心得ぬ下司下郎の、わが卑しき心根に比較して他を賤しむに至っては許しがたい」「ただその死を促すの動機に至っては解しがたい。去れども死その物の壮烈をだに体し得ざるものが、如何にして藤村子の所業を嗤い得べき。かれらは壮烈の最後を遂ぐるの情趣を味い得ざるが故に、たとい正当の事情のもとにも、到底壮烈の最後を遂げ得べからざる制限ある点において藤村子よりは人格として劣等であるから、嗤う権利がないものと余は主張する。」。
漱石はこれ以外にも『文学論』第2編3章や寺田寅彦あて書簡（1904年2月9日）に記した「水底の感」で藤村に言及している。なお、藤村の妹・恭子と教え子の安倍能成が結婚し、披露宴（1912年12月22日）に漱石も出席した。

#### 偽書の登場
1907年『煩悶記』也奈義書房出版、岩本無縫 篇。内容は藤村操が実は生き延びて書いたとする偽書。出版直後に発売禁止処分になる。
藤村は自殺未遂後、下山し、海賊船で世界を巡り、パリで悟りを開く。それを原稿にまとめて知人に託したものをまとめたものとする。「予は迷ひ初めたり。予は疑ひ初めたり。予は泣きたり、煩悶したり」と始まる。内容は社会主義や無政府主義の強い影響を受けており、発禁処分はそのためとも言われる。現在、3冊しか存在が確認されていない希少本であり、神田古本まつりに出展された際には、147万円の高値がついたことがある。そのうちの一冊は、野間光辰が所有していたことが判明し、また別の一冊を谷沢永一が所有しており、その全文が『遊星群 時代を語る好書録 明治篇』に掲載されている。また、城市郎の所蔵していたものが、明治大学に「城市郎文庫」として寄贈されている。